# 沙苏尔·拉赫曼·卡鲁
沙苏尔·拉赫曼·卡鲁（1932年2月28日—1995年12月19日）是第九任三军情报局局长，于1989年5月至1990年8月任职。他在巴基斯坦军队中是一名中将。

## 人物生平
他就读于杜恩的杜恩学校，在那里他完成了剑桥大学四年级的学业。后来，他在拉瓦尔品第的戈登学院接受教育。 之后，他在巴基斯坦军事学院(PMA)加入信德军，并于1951年在5普罗宾马兵团服役。
卡鲁在哈密·古尔中将之后担任第九任三军情报局局长。
CIA希望他与马苏德会面，以保护美国在该地区的利益：
|  | 第二天，马苏德穿过兴都库什山脉前往巴基斯坦边境，计划在另一座山腰与三苏·拉曼·卡鲁将军举行秘密会议，而极端独立的马苏德一直拒绝服从他的命令。在去集合地的路上，马苏德翻过了两个积雪很深的山口后，收到了一条信息，要求他提前预约。他用无线电回复说，这是不可能的，因为天气的原因，他可能会迟到一天。卡鲁将军说，他迫不及待地返回巴基斯坦伊斯兰堡，提出离开直升机将马苏德带到伊斯兰堡……他拒绝了这一提议。 |

他于1995年12月19日在拉瓦尔品第去世，葬在拉瓦尔品第的军队墓地。
他是为数不多的没有任何财产的军官之一。在他服役期间给他的那块地产，被他分给了穷困的士兵。他终身未婚，租了一栋房子的一半，在那里他和他的母亲住在一起，直到他去世。